# Vobler
Vobler je ribiška priprava za lov rib roparic. 
Je umetna vaba v obliki majhne ribe, opremljena s trnki. Na trgu se pojavljajo voblerji različnih lastnosti in oblik, izdelani pa so lahko iz najrazličnejših materialov. 

## Delitev
V grobem lahko voblerje razdelimo po velikosti, obliki in plovnih lastnostih. 
- plavajoči voblerji – po metu ostanejo na površini;
- voblerji z nevtralno plovnostjo – ko začnemo navijati ribiško vrvico potonejo na določeno globino in tam ostanejo ali pa se po začetku navijanja pričnejo dvigati;
- potapljajoči voblerji – po metu takoj prično toniti proti dnu.

Za lov v različnih pogojih je potrebno izbrati poleg primerne plovnosti tudi različno velikost in barvo voblerja, kar je odvisno od tega, kakšno vrsto rib lovimo.